# Striamea
Striamea es un género de arañas migalomorfas de la familia Dipluridae. Se encuentra en Colombia en la Sierra Nevada de Santa Marta.

## Lista de especies
Según The World Spider Catalog 11.5:
- Striamea gertschi Raven, 1981
- Striamea magna Raven, 1981